# Agelena gaerdesi
Agelena gaerdesi là một loài nhện trong họ Agelenidae.
Loài này thuộc chi Agelena. Agelena gaerdesi được Carl Friedrich Roewer miêu tả năm 1955.